# Terulia pulchella
Terulia pulchella är en insektsart som beskrevs av Spångberg 1879. Terulia pulchella ingår i släktet Terulia och familjen dvärgstritar. Inga underarter finns listade i Catalogue of Life.